# Planetário de Vitória
O Planetário de Vitória é um planetário público de Vitória, no Espírito Santo, em uma parceria entre a Prefeitura da cidade e a Universidade Federal do Espírito Santo (UFES). Inaugurado em 23 de junho de 1995, está instalado no campus da UFES, em Goiabeiras.

## História

### "Sonho" inicial
A origem do Planetário de Vitória está ligada ao início da década de 1980, quando a Associação Astronômica Galileu Galilei (AAGG) — associação de astrônomos amadores, com sede em Vitória — apresentou à Prefeitura da cidade a proposta para aquisição de um projetor planetário e a sua instalação na cidade, mas não foi possível pelas condições da Prefeitura.

### Observatório Astronômico
Com a passagem do cometa Halley próximo ao Sol e à Terra, ainda na década, a Universidade Federal do Espírito Santo (UFES) mobilizou esforços e conseguiu verbas para a construção de um observatório astronômico didático, o Observatório Astronômico da UFES (OA-UFES), instalado no campus da UFES, em Goiabeiras, sob a responsabilidade do Departamento de Física/UFES. Assim, foi instalado o telescópio "Zeiss Meniscas-Cassegrain", com espelho côncavo de 15 centímetros, que já estava na Universidade há alguns anos. O OA-UFES foi inaugurado em fevereiro de 1986.

### Planetário de Vitória
Com o sucesso acadêmico atingido com a instalação do OA-UFES, o projeto de criação do Planetário de Vitória foi retomado pelas estas duas entidades — UFES e AAGG — buscando apoio das duas principais instituições públicas: a Prefeitura de Vitória e o Governo do Estado do Espírito Santo.
Com a parceria entre essas quatro instituições foi possível a viabilização do projeto de criação do Planetário. A Prefeitura de Vitória construiu o prédio e, com o apoio do Ministério da Educação, a UFES adquiriu o projetor planetário, modelo "Zeiss ZKP-2P". A sala da cúpula, para instalação do telescópio, foi construída com 10 metros de diâmetro.
O Planetário de Vitória foi inaugurado e já iniciou suas atividades em 23 de junho de 1995, no campus da UFES, próximo ao Observatório Astronômico. Cabe ao Centro de Ciências Exatas/UFES e ao seu Departamento de Física, a indicação do diretor técnico-científico do Observatório. Na parte da Prefeitura, o Planetário está vinculado, desde 1997, à Secretaria Municipal da Educação (SEME) — inicialmente ficou ligado à Secretaria Municipal de Esporte e Cultura e, depois, à Secretaria de Administração e Finanças.